# Friedrich Ludwig von Arnim
Friedrich Ludwig Graf von Arnim (auch Graf von Arnim-Blumberg; geb. 24. Juli 1796 in Boitzenburg; gest. 27. April 1866 in Blumberg) war ein preußischer Major, Rittmeister, Geheimrat und Landrat.

## Herkunft und Leben

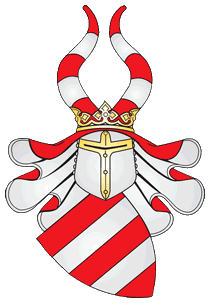
Wappen derer von Arnim

Friedrich Ludwig Graf von Arnim war Angehöriger des märkischen Uradelsgeschlechts Arnim. Er war der Sohn von Graf Friedrich Abraham Wilhelm von Arnim (1767–1812) und dessen Ehefrau Gräfin Georgine Wallmoden-Gimborn (1770–1859). Nachdem sein Vater im Jahr 1812 verstorben war, übernahm der Kriegsrat Samuel Gottlieb Bandelow, sowohl für ihn, als auch für seinen jüngeren Bruder, den späteren preußischen Staatsminister Adolf Heinrich von Arnim-Boitzenburg (1803–1868), die Vormundschaft. Friedrich Ludwig erhielt zunächst Privatunterricht bei Johann Friedrich Gottfried Eiselen. Später trat er in die preußische Armee ein und erlangte dort den Rang eines Majors und Rittmeisters. Nach Ende seines Militärdienstes wurde er 1833 in Berlin königlich preußischer Schlosshauptmann. Zwischen 1836 und 1838 war er Landrat im Landkreis Niederbarnim. 1844 nochmals zum Oberschlosshauptmann befördert, führte er zwischen 1853 und 1861 das Hofamt eines Obergewandkämmerers (Grandmaître de la garderobe).

## Persönliches
Friedrich Ludwig von Arnim erhielt bei Antritt seiner Großjährigkeit im Jahre 1820 aus der Erbschaft seines Vaters, und nach der Erbteilung mit seinem jüngeren Bruder Adolf Heinrich, die zichowschen Güter. 1836 akquirierte er die blumbergschen Güter aus seinem Lehnsstamm für 146.000 Taler vom Ritterschaftsdirektor Carl Friedrich von Goldbeck und machte sie zu einem Arnimschen Lehen. Dann ließ er ein neues Schloss nach den Plänen Karl Friedrich Schinkels bauen und einen prächtigen Park von Peter Joseph Lenné anlegen. 1843 erwarb er zu den Gütern Blumberg, Hellersdorf und Elisenau noch Falkenberg für 100.000 Taler.

## Familie
Friedrich Ludwig von Arnim war seit 1829 mit Sophie Amalie (1800–1855), geb. von Heister, einer Gesellschaftsdame der Fürstin von Liegnitz, verheiratet. Aus der Ehe gingen folgende Kinder hervor:
1. Antoinette Florentine Amalie Clara (* 14. Mai 1831; † 1846)
2. Georg Friedrich (* 15. Juli 1832; † 1881)
3. Friedrich Adolph (1836–1871)
4. Anna (1835–1905)

## Auszeichnung
- 1844: Wirklicher Geheimer Rat mit dem Prädikat Exzellenz

## Publikation
- Die höheren Stände, wie sie sein sollten und wie sie sind. Geschrieben im Februar 1851, Friedrich Ludwig Graf Arnim-Blumberg, Februar 1851 in der Google-Buchsuche